# Urbanus Rhegius
Urbanus Rhegius lub Urban Rieger (ur. w maju 1489 w Langenargen, zm. 23 maja 1541 w Celle) – niemiecki teolog luterański i działacz reformacyjny.

## Życiorys
Urbanus Rhegius rozpoczął edukację w Lindau (Bodensee), skąd przeniósł się do Fryburga, gdzie znalazł się pod wpływem humanizmu, miał też silne związki z Janem Eckiem, przyszłym przeciwnikiem Marcina Lutra. Kiedy Eck objął profesurę w Ingolstadt w 1510 roku, Rhegius również się tam udał. W 1512 roku poświęcił się teologii, wciąż będąc pod wpływem Ecka, i w 1518 roku, podczas swego pobytu w Konstancji, napisał swój pierwszy traktat teologiczny, De dignitate sacerdotum, reprezentujący czysto katolicki punkt widzenia. W 1519 roku został wyświęcony w Konstancji. W sporze Ecka z Lutrem początkowo wziął stronę swojego nauczyciela. W marcu 1520 roku z nieznanego powodu zmienił jednak zdanie i stał się zwolennikiem Lutra. Jego poglądy nie były jednak jeszcze zdecydowane, bowiem w tym samym czasie został powołany na kaznodzieję katedralnego w Augsburgu w miejsce Oecolampiadusa. Pod koniec 1521 roku musiał jednak opuścić Augsburg ze względu na swe poparcie dla Lutra, zamieszkał więc w Argen i Tettnang, od czasu do czasu głosił też kazania w Hall. W 1524 roku opublikował dzieło Ob das new testament yetz recht verteutscht sey, odpowiedź na dzieło Hieronima Emsera Aus was grund unnd ursach Luther's dolmatschung ... dem gemeinen man billig vorbotten sey (Leipzig, 1523) atakujące dokonany przez Lutra przekład Biblii. Tegoż roku powrócił do Augsburga jako osoba prywatna. Podczas jego nieobecności konflikt pomiędzy zwolennikami starej wiary i ruchem reformacyjnym doprowadził do zamieszek, i w końcu władze miejskie musiały zająć jasne stanowisko by zapobiec powstaniu. Rhegius został proboszcze kościoła św. Anny, w Boże Narodzenie 1524 roku sprawował Wieczerzę Pańską pod dwoma postaciami, a w 1526 roku ożenił się. Rhegius, poza krótkim okresem kiedy skłaniał się do zwinglianizmu, był wierny nauce Lutra na temat Eucharystii. Wraz ze swoimi towarzyszami bez powodzenia stawiał odpór anabaptystom, równie bezowocne okazały się jego próby pojednania luteranów ze zwinglianami.
Sejm Augsburski z 1530 roku zakończył urzędowaniu Rhegiusa w tym mieście. Dzień po swoim pojawieniu się w mieście, cesarz zawiesił w urzędowaniu wszystkich kaznodziejów ewangelickich. Przed końcem sierpnia przyjął propozycję księcia Ernesta, księcia Lüneburga, by został proboszczem w Celle. Brał udział w spotkaniu Filipa Melanchtona z Marcinem Bucerem, przedstawił też serię artykułów do zaakceptowania Lutrowi, którego spotkał w Coburgu i który zrobił na Rhegiusie duże wrażenie. Terytorium Lüneburg było już pozyskane dla luteranizmu, z wyjątkiem samej stolicy, jednak wiele było jeszcze do zrobienia. W 1531 roku Rhegius został superintendentem i głosił kazania w Lüneburgu, opracował też nowy porządek kościelny, który został jednak wprowadzony dopiero we wrześniu 1532 roku. Jako superintendent dbał, by zbory miały dobrych kaznodziejów i pilnował, by ci, którzy już sprawowali urzędy, pełnili swą posługę właściwie. Jego aktywność wychodziła poza granice księstwa, zwłaszcza w zakresie reformy klasztorów. Po zwycięstwie reformacji w Hanowerze w 1536 roku przyczynił się do odnowy tamtejszego życia religijnego, a miasto przyjęło jego porządek kościelny. Działał także w miastach Minden, Soest i Lemgo, zdecydowanie sprzeciwiał się anabaptystom, którzy w północnych Niemczech znaleźli licznych sympatyków. Był jednym z sygnatariuszy artykułów szmalkaldzkich. Jego ostatnią znaną publiczną aktywnością był udział w spotkaniu w Haguenau w 1540 roku.

## Dzieła
- De dignitate sacerdotum (Augsburg, 1519)
- Underricht, Wie ain Christenmensch Got seinem herren teglich beichten soll (1521)
- Wider den newen irrsal Doctor Andreas von Carlstadt des Sacraments halb warnung (1524)
- Von leybeygenschafft oder Knechtheyt (1525)
- Novæ doctrinæ ad vetterem collatio (Augsburg, 1526)
- Ain Summa christlicher leer (Augsburg, 1527)
- Warnung wider den neuen Tauforden (1527)
- Formulæ caute loquendi (Wittenberg, 1535)
- Doctrina certissima (Frankfort, 1545)

W 1543 ukazał się w Krakowie Catechismus, to jest nauka barzo pożyteczna każdemu wiernemu krześcijaninowi, będący przeróbką z Rhegiusa, być może autorstwa Mikołaja Reja.